# Jim Folsom, Jr.
James Elisha Folsom, Jr. (nascido no dia 14 de Maio de 1949) é um político americano que foi o 50° Governador do Alabama de 22 de Abril de 1993 até 16 de Janeiro de 1995. Também exerceu como Vice-Governador do Alabama em duas ocasiões diferentes. É um membro do Partido Democrata.

## Primeiros anos e educação
Nascido em Montgomery, Alabama, é filho da ex-Primeira-dama do Alabama Jamelle Folsom e do lendário Governador de dois mandatos do Alabama James E. "Big Jim" Folsom, Sr.. Jim Folsom, Jr. é, portanto, conhecido como "Little Jim", embora tenha mais de um metro e oitenta de altura. Em 1974, formou-se na Universidade Estadual de Jacksonville, onde atualmente exerce como administrador.

## Início da carreira
Durante sua primeira candidatura a um cargo político, perdeu as primárias para o incumbente Congressista Democrata Tom Bevill por uma margem esmagadora. No entanto, foi eleito para a Comissão de Serviço Público do Alabama em 1978.
Em 1980, Folsom concorreu ao Senado dos EUA e atacou o incumbente, Donald W. Stewart, por ser muito liberal para o Alabama e o chamou de "fantoche da grande estrutura de poder de Washington". Embora Stewart gastou mais do que Folsom, 500.000 dólares a 75.000 dólares, perdeu por pouco a maioria nas primárias e perdeu no segundo turno. Folsom foi reeleito para a Comissão de Serviço Público do Alabama em 1982.
James Folsom concorreu novamente ao Senado dos EUA nas próximas eleições gerais, mas perdeu por pouco para o Republicano Jeremiah Denton, que foi ajudado pela vitória esmagadora de Ronald Reagan, que ajudou candidatos Republicanos em todo o país.
James Folsom foi eleito Vice-Governador do Alabama e exerceu do dia 19 de Janeiro de 1987 até 22 de Abril de 1993 (sendo reeleito em 1990). Nos dois mandatos, por uma questão de lei, Folsom também foi Presidente do Senado do Estado do Alabama. Exerceu sob o Governo de H. Guy Hunt, o primeiro Governador Republicano do Alabama desde a Reconstrução. Hunt e Folsom também são do mesmo condado (Cullman). Folsom também era membro da Associação Nacional de Vice-Governadores.

## Governo
Em 1993, Hunt foi condenado por violações da lei de ética do estado em relação ao financiamento da segunda cerimônia de posse de Hunt. Como a maioria dos estados, a constituição do Alabama proíbe réus condenados de exercer no cargo. Como resultado, Hunt foi forçado a renunciar no dia 22 de Abril de 1993 e Folsom tornou-se automaticamente governador.
Apenas algumas semanas depois que Folsom assumiu o cargo, as autoridades estaduais foram procuradas pela Mercedes-Benz sobre a possibilidade de criar sua primeira fábrica fora da Alemanha, sua terra natal, no Alabama. Nos meses seguintes, Folsom liderou os esforços do Alabama para recrutar a fábrica, culminando em um anúncio de Outubro de 1993 de que o Alabama havia derrotado outros 30 estados pela cobiçada fábrica. O prestígio da fábrica da Mercedes abriu as portas para futuras fábricas automotivas se localizarem no estado.
Seis dias após a posse, o Governador Folsom ordenou a remoção da bandeira confederada da capital do estado para um memorial. Seu Chefe de Gabinete de fato era seu amigo e confidente de longa data, Charlie Waldrep, advogado da Waldrep, Stewart & Kendrick, LLC. O Governador Folsom também nomeou vários afro-americanos e mulheres para sua equipe.
Em 1994, concorreu por um mandato completo de quatro anos. Embora alguns considerassem Folsom um Governador popular, foi desafiado por três candidatos, sendo o mais importante Paul Hubbert, o secretário executivo da Associação de Educação do Alabama e candidato a governador em 1990. Folsom, depois de uma primária acirrada e às vezes desagradável, afastou-se do desafio de Hubbert com 54% dos votos. Mas o principal desafio de Hubbert prejudicou Folsom, que nas Eleições Gerais foi derrotado pelo ex-Governador Democrata Fob James, que estava concorrendo como Republicano. Embora 1994 tenha sido um ano difícil para os democratas e que Folsom estivesse enfrentando um ex-Governador popular em James e que gastou muito dinheiro para vencer sua primária contra Hubbert, o resultado foi pequeno. De fato, Folsom perdeu por menos de 10.000 votos ou 49,7% - 50,3% para James.
Comparado a outros importantes governadores democratas incumbentes que perderam naquele ano, como Ann Richards no Texas, Bruce King no Novo México e Mario Cuomo em Nova York, Folsom concorreu com muito mais força. Também foi mais forte que os candidatos Democratas em outros estados do sul com as principais disputas de governadores, como Phil Bredesen no Tennessee (que acabou sendo eleito lá em 2002), Jack Mildren em Oklahoma e Nick Theodore na Carolina do Sul.

## Pós-governo e retorno à política
Em 2006, Folsom reentrou na política do estado, concorrendo novamente como candidato Democrata a vice-governador. Venceu a primária democrata sem oposição e, nas eleições gerais, derrotou por pouco o advogado Republicano Luther Strange por um terceiro mandato não consecutivo de quatro anos em todos os seis anos anteriores em que exerceu como vice-governador, Folsom é o vice-governador com mais tempo na história do Alabama, com 10 anos de serviço, com seu terceiro mandato terminando no dia 17 de Janeiro de 2011.
Folsom apoiou o ex-Senador dos EUA Bill Bradley de Nova Jersey nas primárias presidenciais Democratas de 2000, o Governador de Vermont Howard Dean nas primárias presidenciais Democratas de 2004 e o Senador dos EUA e futuro Presidente Barack Obama de Illinois nas primárias presidenciais Democratas de 2008. Em 2016, foi um forte apoiador do ex-Governador de Maryland Martin O'Malley para presidente.
Anunciou no dia 1º de Abril de 2009 que tentaria a reeleição como vice-governador em 2010, em vez de concorrer às primárias Democrata para governador. No dia 2 de Novembro de 2010, Folsom foi derrotado por três pontos percentuais em sua candidatura à reeleição pelo quarto mandato pela candidata Republicana Kay Ivey. Folsom explorou uma possível candidatura em 2018 para governador.
Folsom é casado com Marsha Guthrie. Eles têm dois filhos. É um episcopal.